# 296753 Mustafamahmoud
296753 Mustafamahmoud è un asteroide della fascia principale. Scoperto nel 2009, presenta un'orbita caratterizzata da un semiasse maggiore pari a 3,1437958 UA e da un'eccentricità di 0,1526271, inclinata di 16,20063° rispetto all'eclittica.